# Archibald Meserole Bliss
Archibald Meserole Bliss (* 25. Januar 1838 in Brooklyn, New York; † 19. März 1923 in Washington, D.C.) war ein US-amerikanischer Politiker. Zwischen 1875 und 1883 vertrat er den Bundesstaat New York im US-Repräsentantenhaus.

## Werdegang
Archibald Meserole Bliss wurde ungefähr acht Jahre vor dem Ausbruch des Mexikanisch-Amerikanischen Krieges in der damals noch eigenständigen Stadt Brooklyn geboren und wuchs dort auf. In dieser Zeit besuchte er dort Gemeinschaftsschulen. Zwischen 1864 und 1867 diente er als Alderman in Brooklyn, wobei er 1866 Präsident des Board of Aldermen war. Politisch gehörte er zu jener Zeit der Republikanischen Partei an. 1867 kandidierte er erfolglos für den Posten des Bürgermeisters von Brooklyn. Er nahm in den Jahren 1864 und 1868 als Delegierter an den Republican National Conventions teil. Zwischen 1868 und 1878 war er Präsident und Vizepräsident der Bushwick Railroad Co. Ferner war er Direktor der New York und Long Island Bridge Co. Er war in den Jahren 1871 und 1872 Mitglied im Board of Water Commissioners von Brooklyn. 1872 nahm er als Delegierter an der Liberal National Convention teil. Während der folgenden Zeit schloss er sich der Demokratischen Partei an.
Bei den Kongresswahlen des Jahres 1874 wurde Bliss im vierten Wahlbezirk von New York in das US-Repräsentantenhaus in Washington D.C. gewählt, wo er am 4. März 1875 die Nachfolge von Philip S. Crooke antrat. Er wurde drei Mal in Folge wiedergewählt. Da er auf eine erneute Kandidatur im Jahr 1882 verzichtete, schied er nach dem 3. März 1883 aus dem Kongress aus. Im Jahr 1884 kandidierte er im fünften Wahlbezirk von New York für einen Kongresssitz. Nach einer erfolgreichen Wahl trat er am 4. März 1885 die Nachfolge von Nicholas Muller an. Er wurde einmal wiedergewählt. Da er auf eine erneute Kandidatur im Jahr 1888 verzichtete, schied er nach dem 3. März 1889 aus dem Kongress aus. Als Kongressabgeordneter hatte er den Vorsitz über das Committee on Pensions (50. Kongress). Darüber hinaus nahm er in den Jahren 1876, 1880, 1884 und 1888 an den Democratic National Conventions teil.
Danach ging er bis zu seinem Tod am 19. März 1923 in Washington D.C. Immobiliengeschäften nach. Sein Leichnam wurde auf dem Cypress Hills Cemetery in Brooklyn beigesetzt.